# So Many Things
So Many Things – debiutancki album Anthony’ego B, jamajskiego wykonawcy muzyki reggae i dancehall.
Płyta została wydana 19 października 1996 roku przez nowojorską wytwórnię VP Records. Nagrania zostały zarejestrowane w studiach Black Scorpio, Cell Block oraz The Mixing Lab w Kingston. Ich produkcją zajął się Richard "Bello" Bell.
W Europie album ukazał się pod nazwą Real Revolutionary, nakładem londyńskiej wytwórni Greensleeves Records.

## Lista utworów
1. "This Notion"
2. "So Many Things"
3. "One Thing"
4. "Ghetto Youth"
5. "Cold Feet"
6. "Raid the Barn"
7. "Hurt the Heart"
8. "Fire Pon Rome"
9. "Carrying On"
10. "Swarm Me"
11. "World in Trouble" feat. Garnett Silk
12. "Rumour"
13. "(Al)low Di Herb"
14. "Bun Down Soddom"
15. "Repentance Time"
16. "Prophecy Ah Reveal"

## Twórcy

### Muzycy
- Anthony B – wokal
- Haldane "Danny" Browne – gitara
- Steven "Cat" Coore – gitara
- Leroy "Mafia" Heywood – gitara basowa
- Derrick "Sagittarius" Barnet – gitara basowa
- Robbie Shakespeare – gitara basowa
- Sly Dunbar – perkusja
- David "Fluxy" Heywood – perkusja
- Paul "Wrong Move" Crossdale – instrumenty klawiszowe
- Paul "Jazzwad" Yebuah – instrumenty klawiszowe
- Robert Lyn – instrumenty klawiszowe
- David Madden – trąbka
- Dean Fraser – saksofon
- Everton Gayle – saksofon
- Ronald "Nambo" Robinson – puzon
- Junior Moore – chórki
- Jennifer Lara – chórki
- Derrick Lara – chórki
- Pam Hall – chórki

### Personel
- Barry O'Hare – inżynier dźwięku, miks
- Tony McDermott – projekt okładki
- Brian Rosen – zdjęcia